# Nông Đức Mạnh

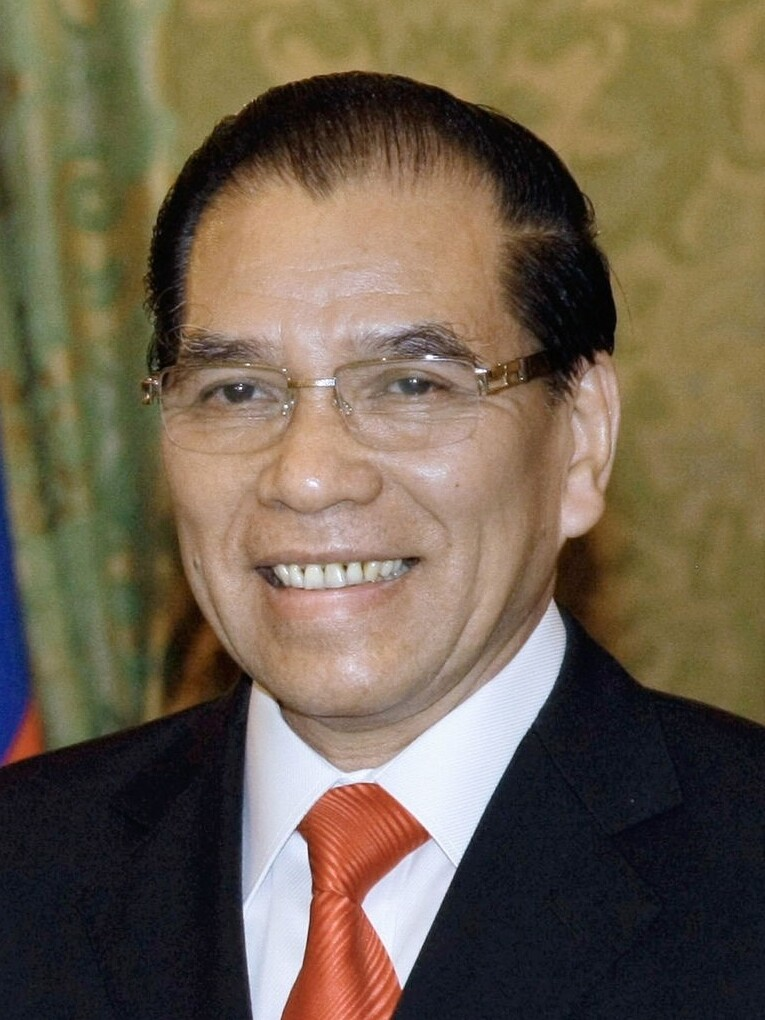
Nông Ðức Mạnh, 2010

Nông Đức Mạnh (* 11. September 1940 in Bắc Kạn) ist ein vietnamesischer Politiker. Er war vom 22. April 2001 bis zum 19. Januar 2011 Generalsekretär des Zentralkomitees der Kommunistischen Partei Vietnams.

## Leben
Seine offizielle Biografie besagt, dass er ein Bauernsohn aus dem Volksstamm der Tay sei und am 11. September 1940 in Cuong Loi, Na Ri District, Provinz Bắc Kạn geboren wurde. Er wird weitgehend als Reformer betrachtet und hatte angekündigt, dass er bis 2020 Vietnam zu einem Industrieland machen wolle.